# Episodi di Spin City (seconda stagione)
La seconda stagione della serie televisiva Spin City, composta da 24 episodi, è stata trasmessa negli Stati Uniti dal canale ABC tra il 24 settembre 1997 e il 20 maggio 1998.
| nº | Titolo originale                 | Titolo italiano               | Prima TV USA      | Prima TV Italia |
| -- | -------------------------------- | ----------------------------- | ----------------- | --------------- |
| 1  | Paul Flew Over the Cuckoo's Nest | Paul volò sul nido del cuculo | 24 settembre 1997 |                 |
| 2  | Porn in the U.S.A.               | Un video imbarazzante         | 1º ottobre 1997   |                 |
| 3  | Wonder Woman                     | La ragazza dei sogni          | 8 ottobre 1997    |                 |
| 4  | The Goodbye Girl                 | Dirsi addio                   | 15 ottobre 1997   |                 |
| 5  | In the Heat of the Day           | Una giornata molto calda      | 22 ottobre 1997   |                 |
| 6  | Radio Daze                       | Radio West                    | 29 ottobre 1997   |                 |
| 7  | The Thirty Year Itch             | La crisi dei trenta           | 5 novembre 1997   |                 |
| 8  | My Life is a Soap Opera          | La mia vita è una soap        | 12 novembre 1997  |                 |
| 9  | Family Affair (part 1)           | Affari di famiglia (Parte 1°) | 19 novembre 1997  |                 |
| 10 | Family Affair (part 2)           | Affari di famiglia (Parte 2°) | 26 novembre 1997  |                 |
| 11 | They Shoot Horses, Don't They?   | Non sparate sui cavalli       | 10 dicembre 1997  |                 |
| 12 | Miracle Near 34th Street         | Miracolo sulla 34ª strada     | 17 dicembre 1997  |                 |
| 13 | Same Time Next Year              | Successe a Capodanno          | 7 gennaio 1998    |                 |
| 14 | The Paul Lassiter Story          | La storia di Paul Lassiter    | 21 gennaio 1998   |                 |
| 15 | Gentleman's Agreement            | Accordo fra gentiluomini      | 28 gennaio 1998   |                 |
| 16 | Deaf Man Walking                 | La fattucchiera               | 25 febbraio 1998  |                 |
| 17 | The Marrying Men                 | Fiori d'arancio               | 4 marzo 1998      |                 |
| 18 | One Wedding and a Funeral        | L'anello della discordia      | 11 marzo 1998     |                 |
| 19 | A River Runs Through Me          | Il test                       | 18 marzo 1998     |                 |
| 20 | The Pope of Gracie Mansion       | La visita del Papa            | 1º aprile 1998    |                 |
| 21 | Bye, Bye, Birdie                 | Addio al celibato             | 29 aprile 1998    |                 |
| 22 | The Lady or the Tiger            | Avventura fatale              | 6 maggio 1998     |                 |
| 23 | Single White Male                | Annuncio personale            | 6 maggio 1998     |                 |
| 24 | The Paul-Bearer                  | Matrimonio con funerale       | 20 maggio 1998    |                 |